# Bekhudi

Bekhudi (français : Non professionnel) est un film indien de Bollywood réalisé par Rahul Rawail en 1992, avec Kajol, Kamal Sadanah, Ajay Mankotia, Tanuja, Vijayendra Ghatge et Kulbhushan Kharbanda.   
Bekhudi est le premier film de Kajol. Même s'il ne connaît pas un franc succès, Kajol est remarquée et se verra proposer plusieurs projets. Son partenaire a été Saif Ali Khan pendant quelques jours mais celui-ci a abandonné le tournage et Kamal Sadanah l'a remplacé. Par ailleurs, Tanuja - dont le rôle a également été proposé à Sanjeev Bhatia - est la mère de Kajol à l'écran… comme dans la vraie vie !

## Synopsis
Rohit (Kamal Sadanah), fils de Justice Gupta (Kulbhushan Kharbanda), est un étudiant en droit âgé de 21 ans. Radhika 
(Kajol), fille de Nalin (Tanuja) et Mahendra Nath (Vijayendra Ghatge), est une jeune étudiante en arts de 17 ans. 
Rohit et Radhika sont tombés amoureux dès leur première rencontre. Mais arrive la tante de Radhika, Shobha (Farida Jalal), qui vit au Canada et qui cherche à sceller l'union de sa nièce avec Vicky (Ajay Mankotia), un riche indien émigré. Radhika refuse cette proposition et son père devine qu'il y a déjà un homme dans sa vie. Même s'il désapprouve les sentiments de Radhika pour Rohit, il ne désire rien faire qui puisse nuire au bonheur de sa fille.    
Parallèlement, le frère de Radhika, Rocky (Sameer Chitre), est un jeune homme rebelle qui a triché à un examen et qui tient tête au président de l'université. Pour sa faute, Rocky est jugé par Justice Gupta qui le condamne à une semaine d'emprisonnement et il est renvoyé de l'université. Mais Rocky veut se venger pour l'affront qu'il a subi et il s'en prend à Justice Gupta. Rohit défend son père et Rocky se tue accidentellement. Les parents de Radhika tiennent Rohit responsable de la mort de leur fils et il devient alors impossible que Radhika épouse Rohit. Radhika est donc envoyée chez sa tante au Canada où elle doit épouser Vicky…        

## Fiche technique
- Titre : Bekhudi
- Réalisateur : Rahul Rawail
- Producteurs : Maharukh Jokhi et Rita Rawail
- Scénaristes : Indira, Gautam Rajadhyaksha et Madan Joshi
- Musique : Nadeem-Shravan
- Sortie : 31 juillet 1992
- Durée : 150 minutes
- Pays : Inde
- Langue : Hindi

## Distribution
- Kamal Sadanah : Rohit
- Kajol : Radhika
- Ajay Mankotia : Vicky
- Tanuja : Mère de Radhika
- Vijayendra Ghatge : Père de Radhika
- Kulbhushan Kharbanda : Père de Rohit
- Sanjeev Chitre : Rocky
- Rajendra Nath : Rambhau, alias Rambo
- Farida Jalal : Shobha, tante de Radhika

## Musique
| Chanson                  | Interprète(s)           |
| ------------------------ | ----------------------- |
| Khat Maine Tere Naam     | Alka Yagnik, Kumar Sanu |
| Mujhe Kya Pata           | Asha Bhosle, Kumar Sanu |
| Aayegi Meri Yaad         | Asha Bhosle, Kumar Sanu |
| Main Pyar Karnewala Hoon | Vinod Rathod            |
| Phir Yaad Teri Aa Gayi   | Vinod Rathod            |
| Aa Khel Khelen Hum       | Asha Bhosle, Kumar Sanu |
| Dekh Ke Yeh Roomal       | Asha Bhosle, Kumar Sanu |
| Dekh Ke Yeh Roomal (Sad) | Asha Bhosle             |
| Mummy Daddy Meri Shaadi  | Asha Bhosle, Kumar Sanu |